# Лим Су
Лим Су (18 июня 1923 — 13 октября 2016) — советский и российский ученый корейского происхождения, преподаватель, переводчик, собиратель пословиц и поговорок, актёр эпизода. Ветеран труда (1986). Был наставником многих российских корееведов.

## Биография
Ранний этап биографии учёного содержит некоторые лакуны и неясности. Родился он в Никольске Приморской губернии (ныне Уссурийск в Приморском крае) в семье простых корейцев, вынужденных бежать в Советскую Россию от преследований японской оккупационной администрации (отец Лим Су был активистом сопротивления). В 1932 году пошёл в корейскую школу. Незначительное время отходил и в русскую, но затем наотрез отказался посещать её из-за травли одноклассников, дразнивших его за корейскую внешность. Русский язык изучал как иностранный, полностью освоив его уже после поступления в университет.
В 1937 году семья была депортирована в Среднюю Азию, в Ташкентскую область. В 1942 году Лим Су окончил там среднюю школу, работал в колхозе, пытался попасть на фронт, в чём ему было отказано. В 1947 (или в 1948, окончив первый курс Средне-Азиатского университета), перевёлся в Ленинградский государственный университет, который окончил в 1952 году. В послевоенные студенческие годы в Ленинграде он и некоторые однокурсники жили прямо в университете, так как общежитие было недоступно. Подрабатывал в цирке и кино. В юности имел много хобби — играл на музыкальных инструментах, выступал на радио, серьёзно занимался боксом, имея в этом виде спорта третий взрослый разряд. Занимал призовые места на соревнованиях, проводимых обществом «Наука».
Преподавать начал в 1949 году, ещё студентом. Он был на несколько лет старше других студентов и корейский язык знал как родной. После выпуска по рекомендации заметившего молодого человека профессора Александра Холодовича остался в университете. В течение полувека занимался на восточном факультете преподаванием устного и письменного корейского языка, корейской филологии, иероглифики, паремиологии (изучал пословицы), истории Кореи и смежных дисциплин. Паремиологией заинтересовался в 1949 году, написав по относящейся к ней теме курсовую работу.
С 1979 года старший преподаватель ЛГУ. 50-летие научной деятельности Лим Су в 1998 году было отмечено благодарностью ректора ЛГУ.

## В кино
Лим Су играл в эпизодах и так называемые спецроли, то есть, в данном случае, роли людей с восточной внешностью.
Сыграл в эпизодах в фильмах «Люди голубых рек» (тувинец-банщик), «На одной планете» (китайский посол), «Начальник Чукотки» (японский купец Ямуши-сан) и «Дикая собака Динго» (отец Фильки, нанаец).

## Работы
Автор статей, монографий, книг, переводов произведений корейской классической литературы на русский язык.

### Паремиология
Статьи
- «Корейские пословицы и поговорки» (Ученые записки ЛГУ, № 294, вып. 12, ЛГУ, 1961)
- «Художественные особенности корейских пословиц и поговорок» (Исследования по филологии стран Азии и Африки, ЛГУ, 1966)
- «Фольклорные и литературные источники корейских пословичных изречений» (Востоковедение, изд. ЛГУ, 1976)
- «Животный и растительный мир в корейских пословичных изречениях» (Вестник Центра корейского языка и культуры, СПб., 1997)

Книги и сборники
- «Корейские народные изречения», издательство «Наука», 1982.
- «Золотые слова корейского народа», издательство СПбГУ, 2003.

### Переводы
- Пьеса Ли Дон Чхуна «Новый путь» (в книге «Современные корейские пьесы», М., 1957)
- «Повесть о Фазане» (в книге «История о верности Чхун Хян», М., 1960; переиздание: «Верная Чхун Хян», М., 1990)
- «Повесть о Сим Чхон» (в книге «История о верности Чхун Хян», М., 1960; переиздание: «Верная Чхун Хян», М., 1990; перевод выполнен совместно с Г. Е. Рачковым).
- Сказки о Ким Сон Дале (в книге «Проделки хитрецов», М., 1972; переиздания: «Веселая мудрость», М., 1991; «Феи с Алмазных гор», М., 1991)
- «Девушка из селения Персиковый цвет» (в книге «Роза и Алый Лотос», М., 1975; перевод выполнен совместно с Г. Е. Рачковым).